# Oinochoe

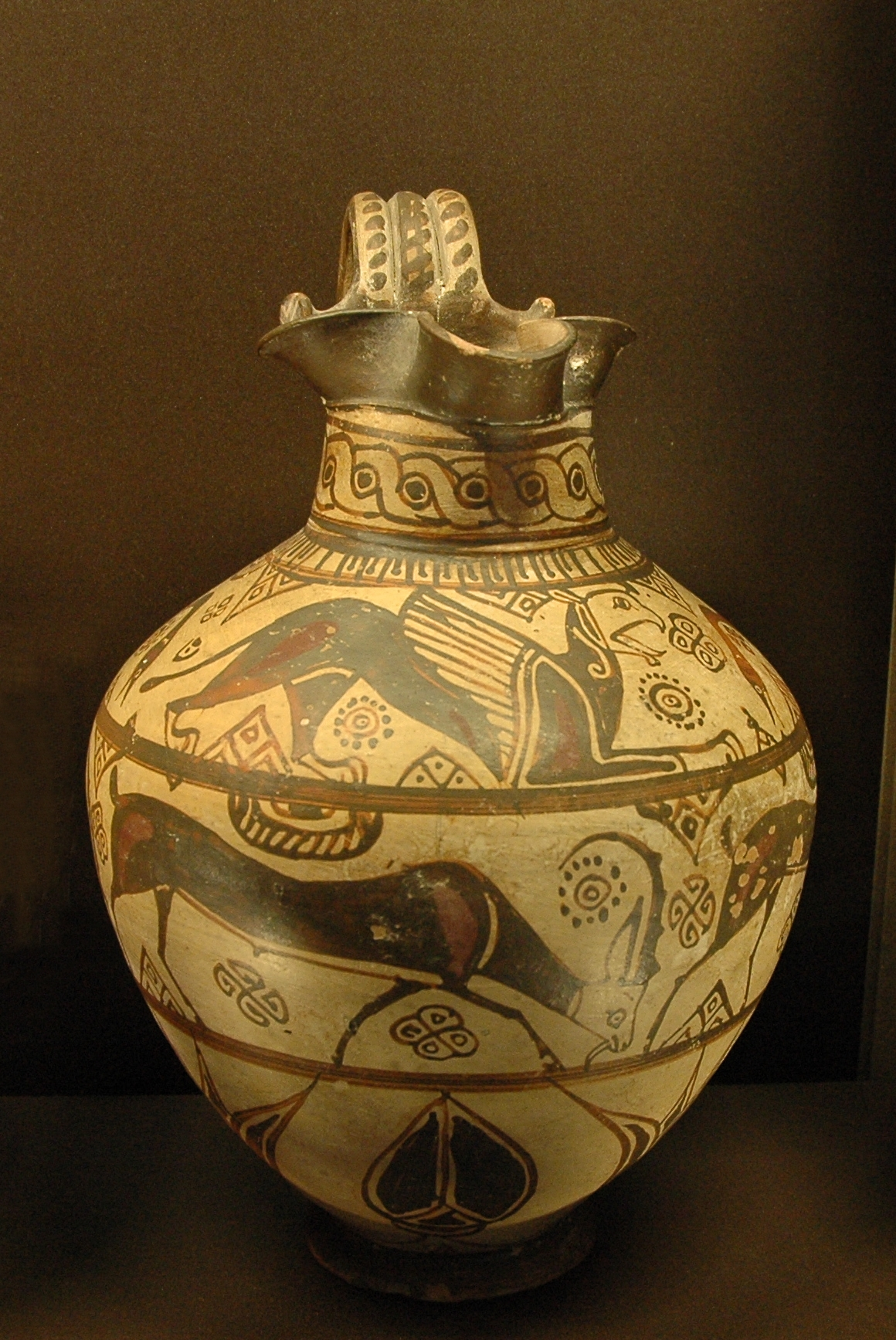
Oinochoe a labbro trilobato, v. 625‑600 a.C., Museo del Louvre

L'oinochoe (in greco antico οἰνοχόη oinokhòē, da οἶνος òinos "vino" e χέω khèō "versare") è un vaso simile alla brocca, utilizzato per versare il vino o l'acqua. Utilizzata già in età preellenica, se ne conoscono esemplari sia in metallo sia in terracotta e nella grande varietà di forme che questo vaso ha assunto, attraversando il geometrico e l'orientalizzante, per giungere alle figure nere attiche e al termine delle figure rosse.

## Descrizione
L'oinochoe è caratterizzata da corpo ovale, più o meno allungato, con ansa unica, ed ha un'altezza variabile dai 20 ai 40 cm.
Per gli esemplari di manifattura ateniese John Beazley ne ha descritti dieci tipi che vengono indicati con i rispettivi numeri:
1. orlo trilobato, collo distinto e corpo ovoidale; tra le forme più diffuse, decorata a figure nere e a figure rosse;
2. orlo trilobato, collo distinto e corpo globulare; tra le forme più diffuse, decorata a figure nere e a figure rosse;
3. è il tipo chiamato χοῦς chūs (pl. χόες chòes) dotata di orlo trilobato, corpo globulare e a profilo continuo. La decorazione tipica è a figure rosse e la forma è associata alla celebrazione delle Antesterie, festa ateniese in onore di Dioniso. Versioni in miniatura recanti rappresentazioni legate all'infanzia erano forse doni offerti ai fanciulli durante la festa, o doni depositati presso le sepolture di infanti;
4. simile alla forma 2 con collo distinto e corpo ovoidale, ma con orlo circolare;
5. tra le più diffuse è la forma detta olpe, un termine antico, ma non strettamente associato a questa forma. Ha corpo snello e profilo continuo; l'orlo è circolare negli esemplari standard, ma esistono eccezioni negli esemplari più antichi, e l'ansa lo sovrasta;
6. orlo con beccuccio stretto e lungo, collo e parte superiore del corpo curvano verso l'esterno, la parte inferiore è costituita da pareti verticali o rastremate verso l'interno; decorato sulla parte superiore del corpo, appartiene al periodo a figure rosse;
7. orlo con ampio beccuccio esteso verso l'alto, collo distinto e corpo ovoidale, prevalentemente decorato a figure rosse;
8. è simile alla moderna tazza a pareti verticali, ma poteva essere dotata di una o due anse. Veniva usata come unità di misura, come coppa o per attingere il vino e servirlo;
9. orlo circolare, corpo globulare e profilo continuo, se ne conoscono esemplari datati alla metà del V secolo a.C. e decorati a figure rosse;
10. orlo con beccuccio stretto e lungo, collo distinto e corpo ovoidale.

## Galleria d'immagini

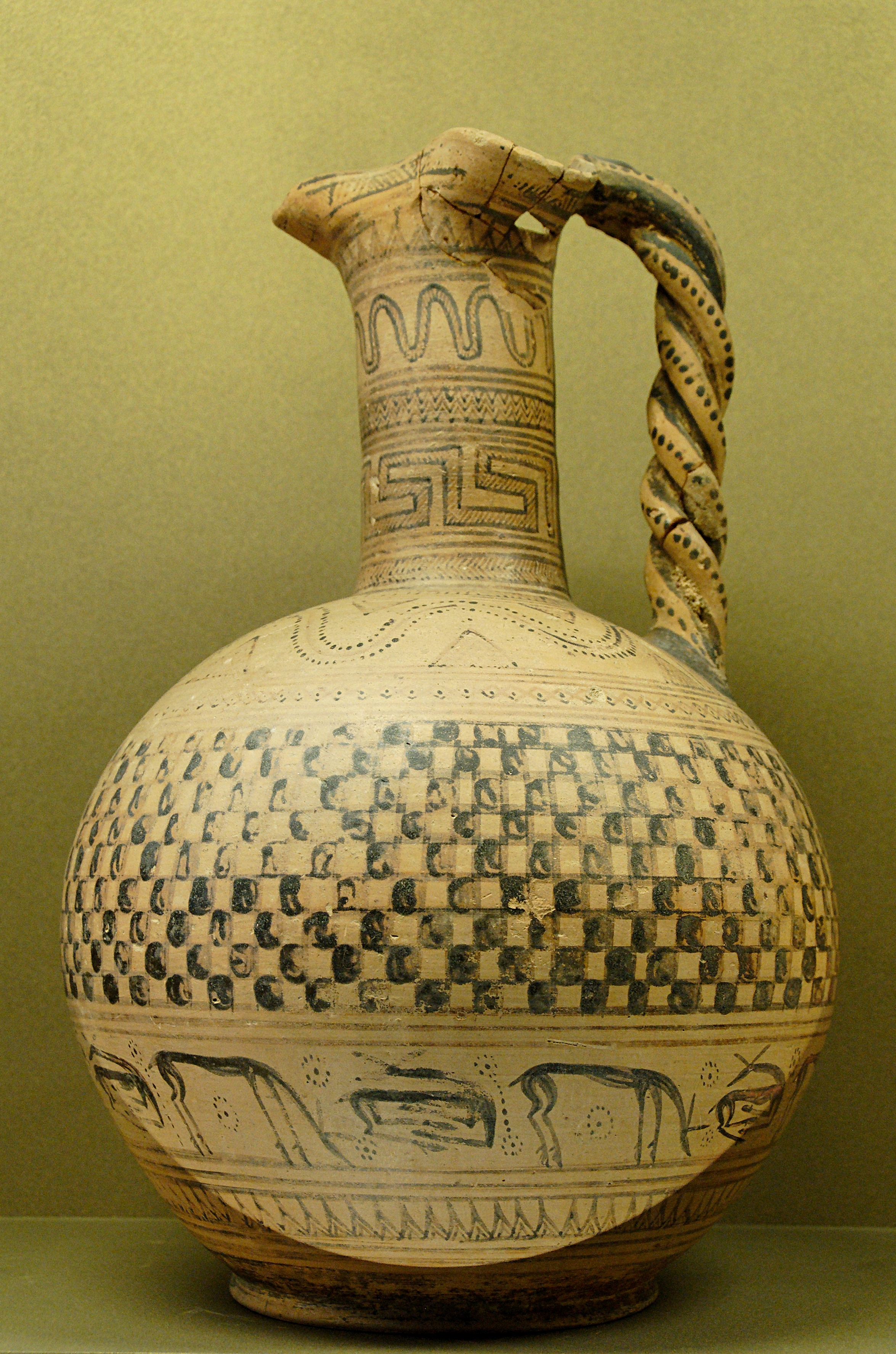
Oinochoe geometrica (750 a.C. circa)
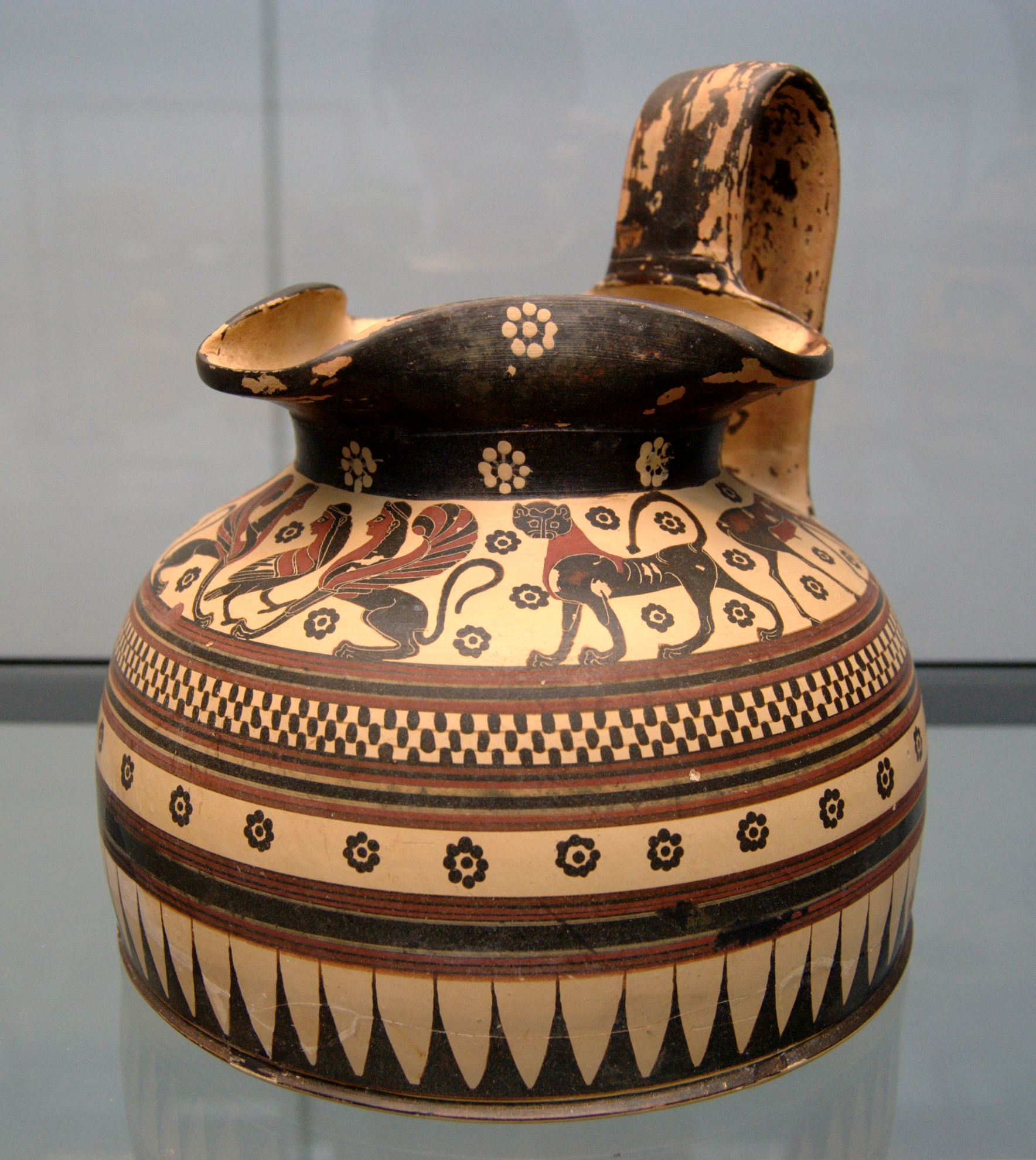
Oinochoe corinzia (630 a.C. circa)
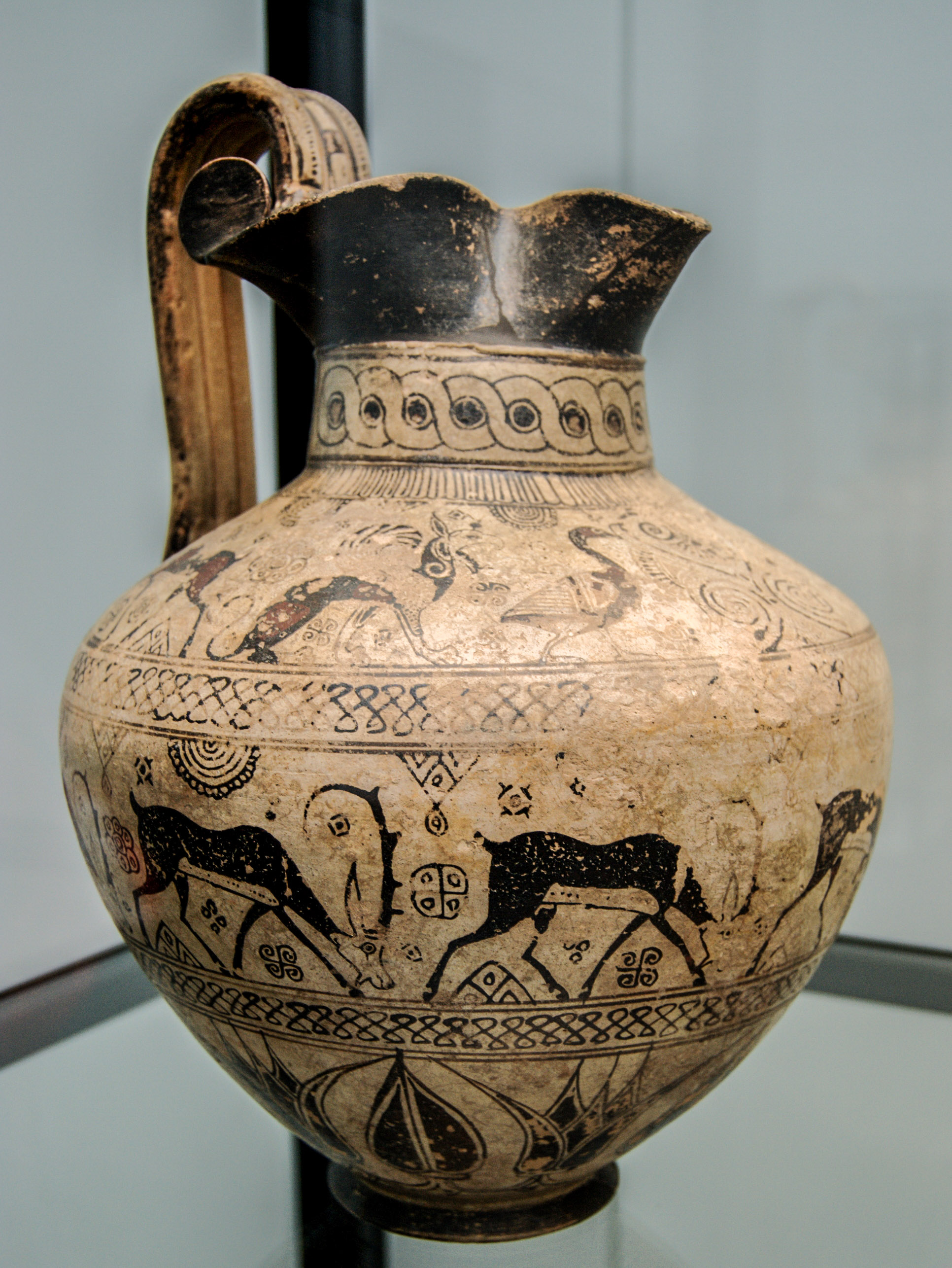
Oinochoe rodia (630 a.C.)
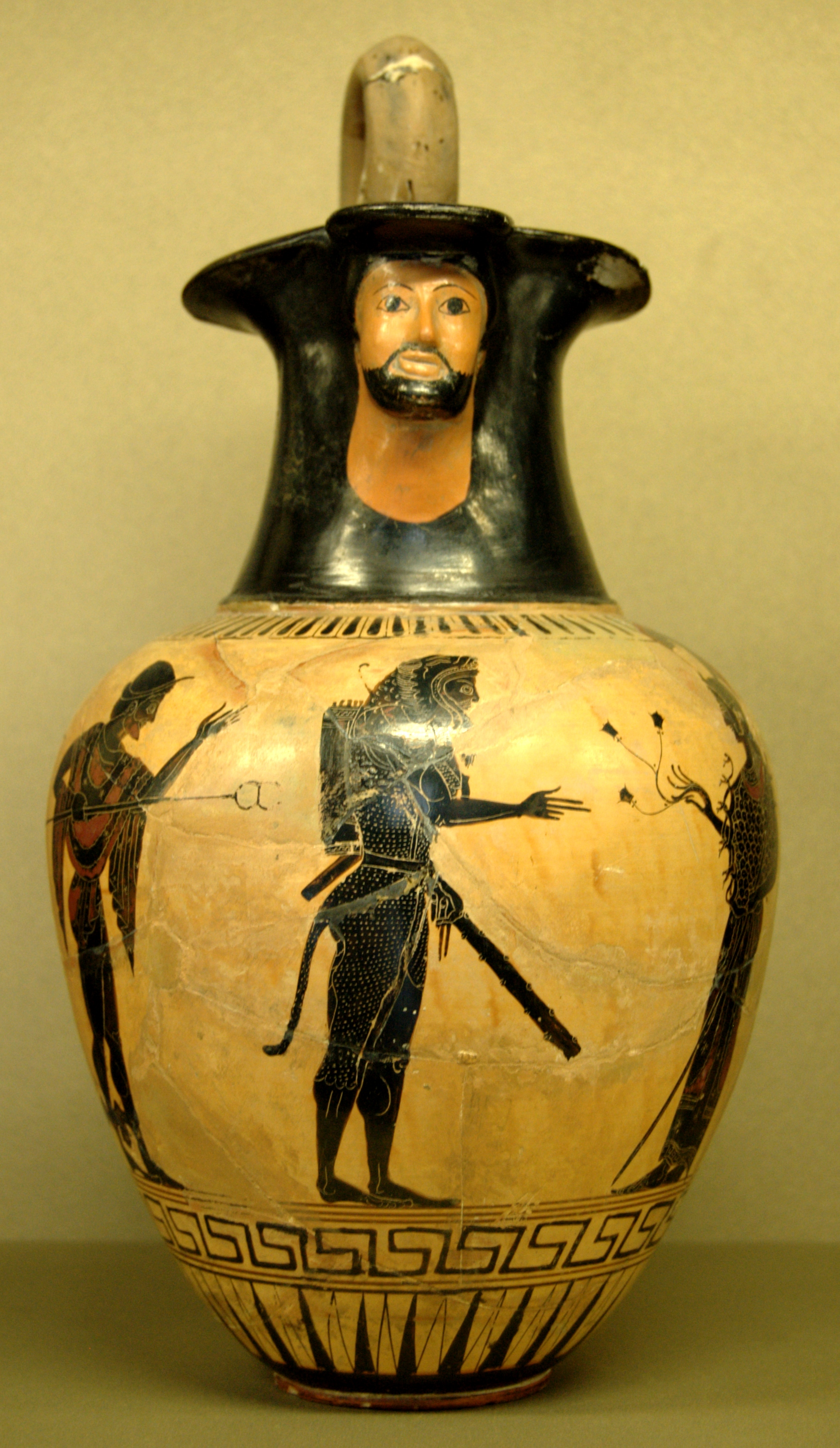
Oinochoe a figure nere (520 a.C. circa)
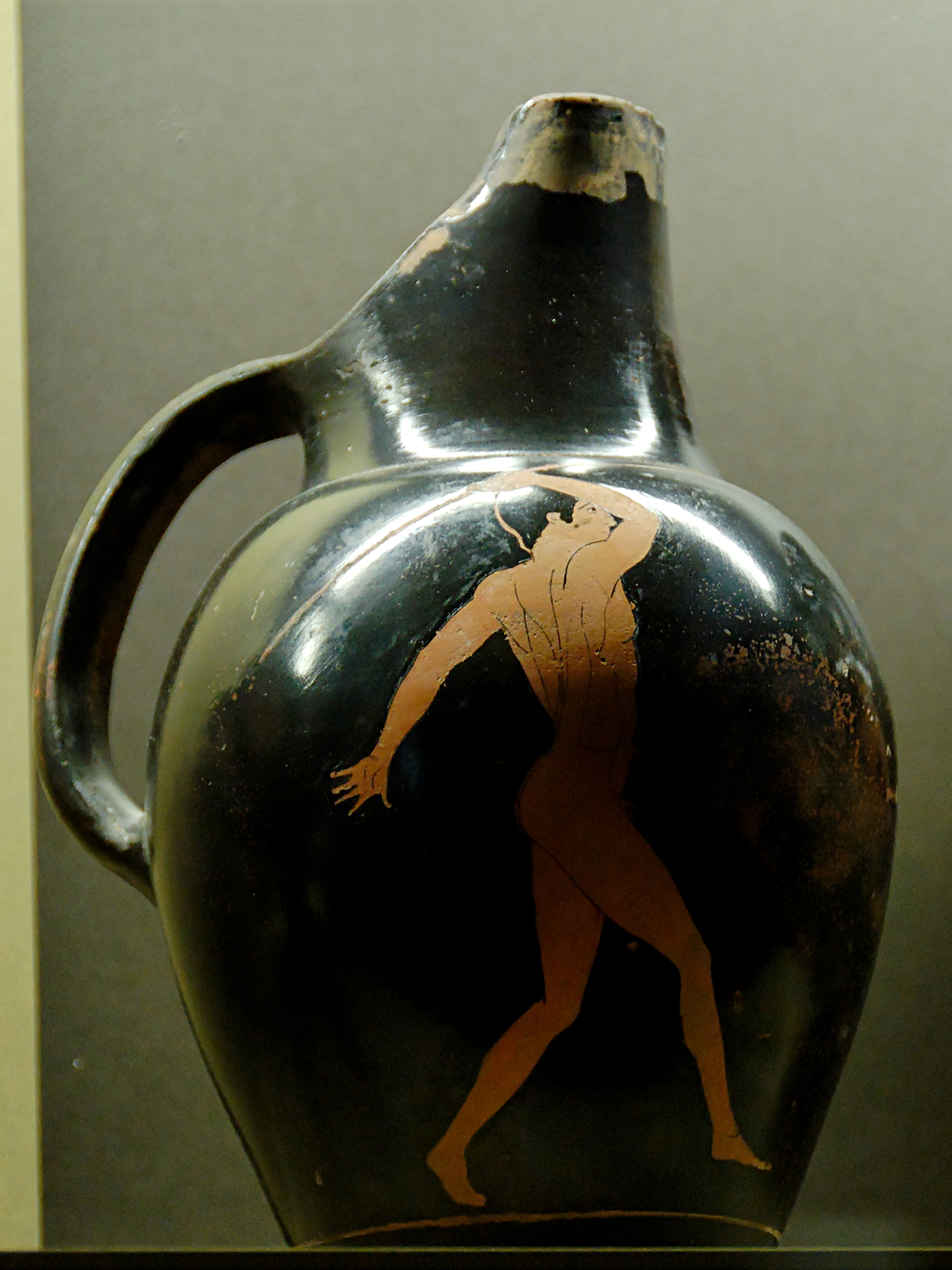
Oinochoe a figure rosse (450 a.C. circa) con orlo a becco
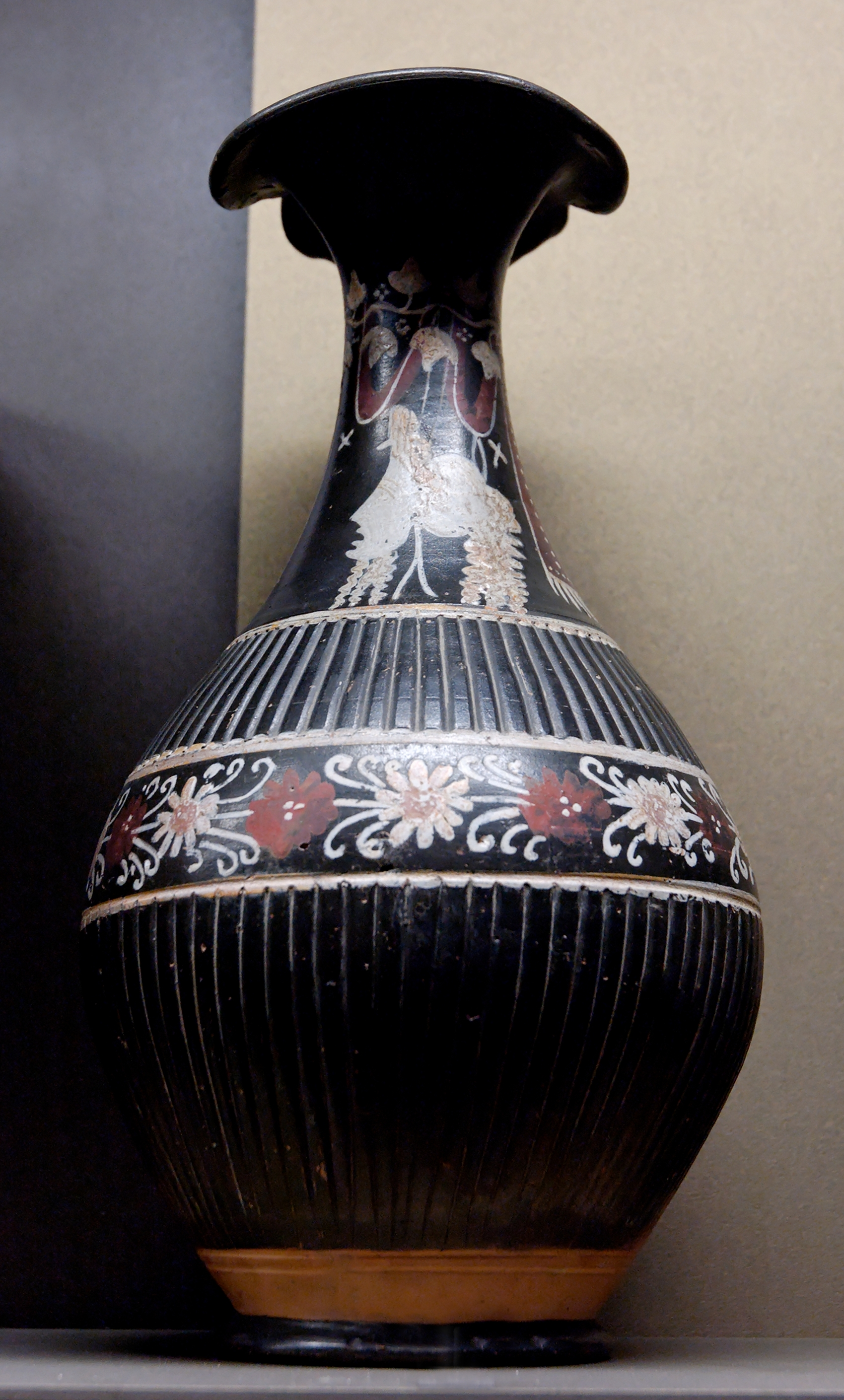
Oinochoe in ceramica di Gnathia, da Nola (300-290 a.C.)
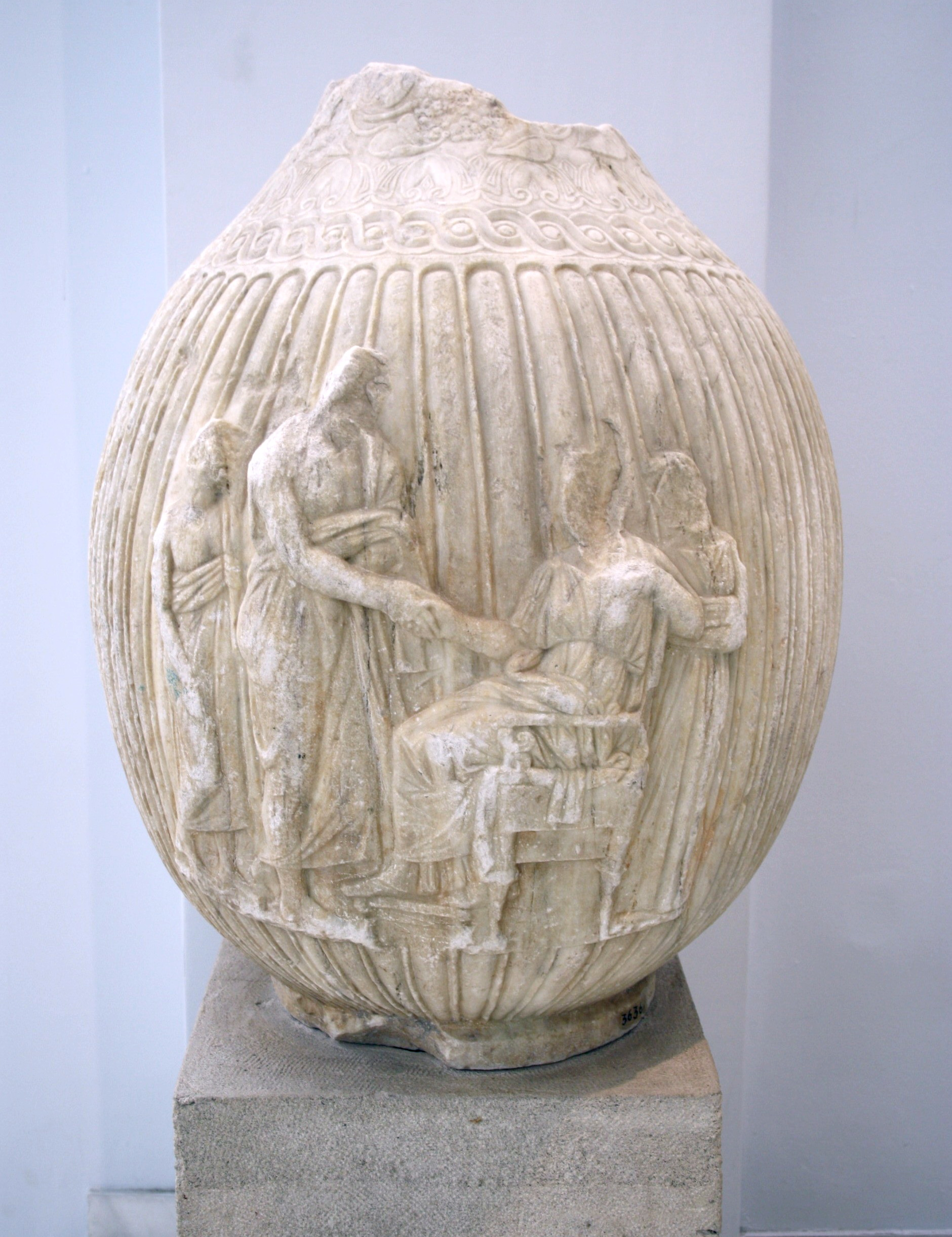
Frammento di oinochoe funeraria in marmo, sec. IV a.C.
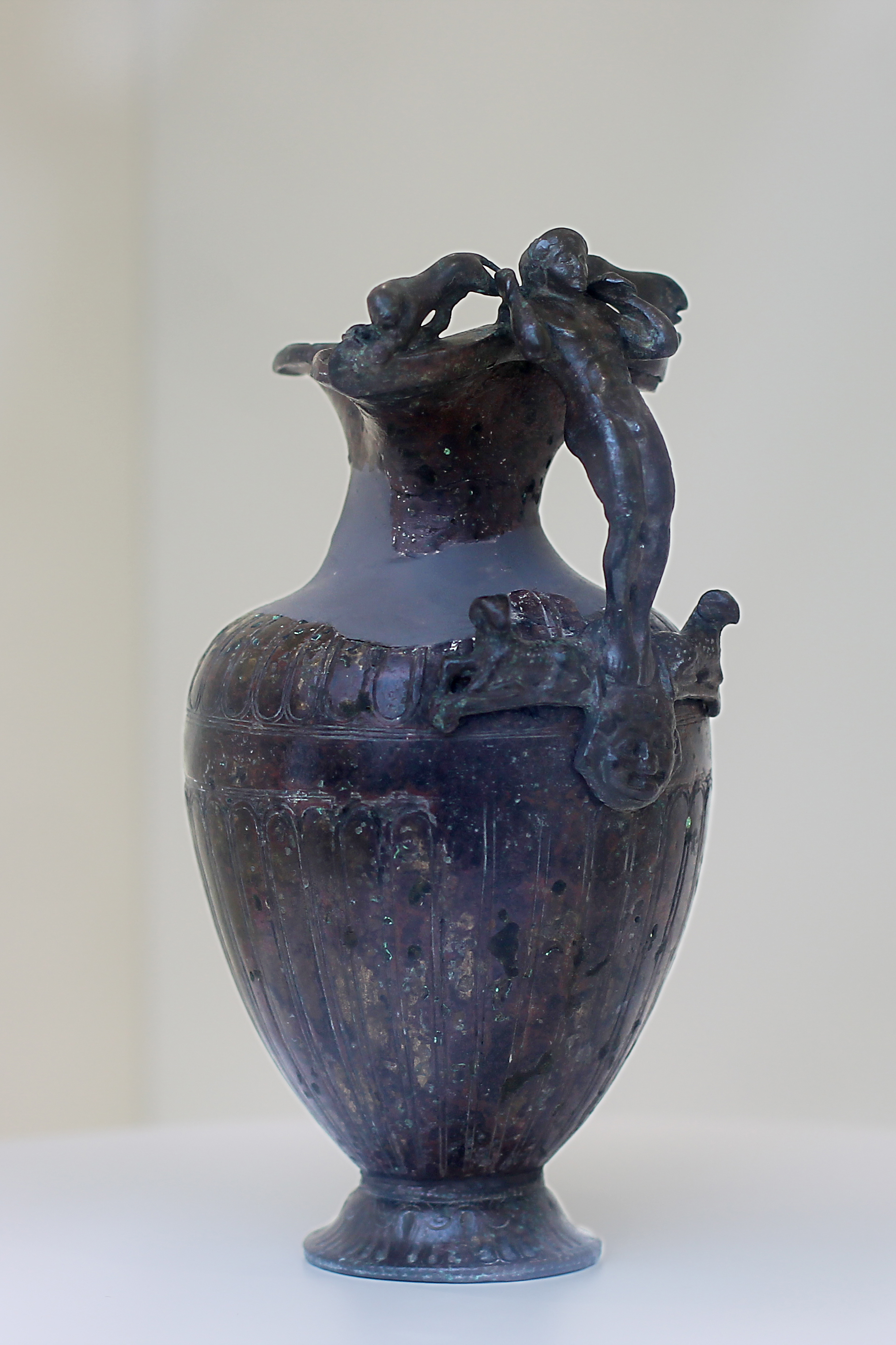
Oinochoe con ansa a forma di figura umana nuda, inizi del V sec. aC, conservata ad Ugento.